# Lucy Glover

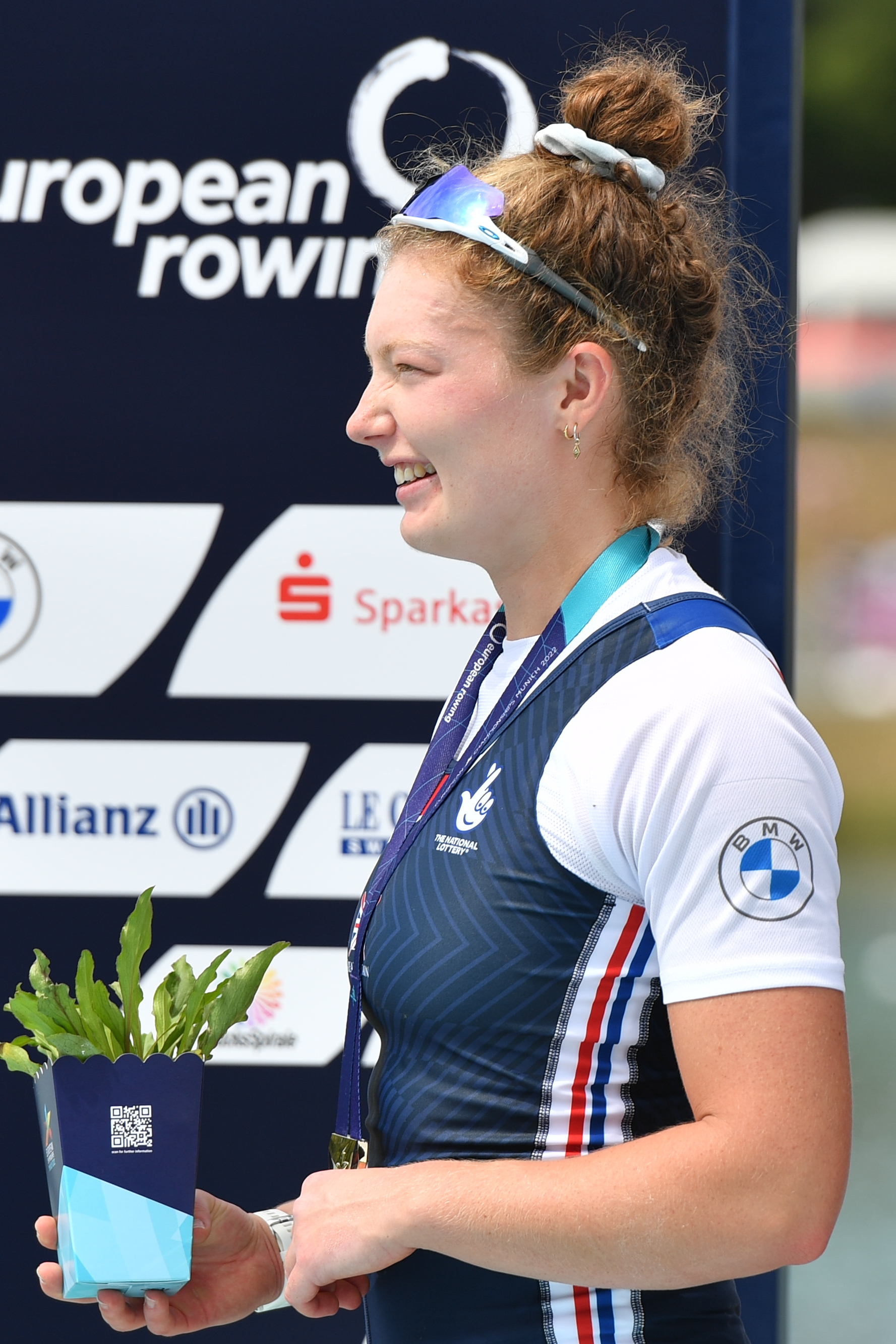
Lucy Glover bei den Europameisterschaften 2022

Lucy Frances Glover (* 25. November 1998 in Warrington) ist eine britische Ruderin. 2021 war sie Europameisterschaftszweite, 2022 Weltmeisterschaftsdritte und Europameisterin im Doppelvierer.

## Karriere
Lucy Glover gewann ihre erste internationale Medaille bei den Junioren-Weltmeisterschaften 2016, als sie den zweiten Platz im Doppelvierer erreichte. Im Jahr darauf siegte sie mit dem Doppelvierer bei den U23-Weltmeisterschaften 2017. 2018 wurde sie Dritte und 2019 siegte sie zum zweiten Mal.
Bei den Europameisterschaften 2021 in Varese gewann der niederländische Doppelvierer vor dem britischen Boot mit Mathilda Hodgkins-Byrne, Hannah Scott, Charlotte Hodgkins-Byrne und Lucy Glover. Bei den erst 2021 ausgetragenen Olympischen Spielen in Tokio belegten die Britinnen nach einem dritten Platz im Vorlauf nur den vierten Platz im Hoffnungslauf und verpassten damit das A-Finale. Als Siegerinnen des B-Finales erreichten die Britinnen den siebten Platz in der Gesamtwertung.
2022 bei den Europameisterschaften in München war Lucy Glover die einzige aus dem Vorjahr im Doppelvierer verbliebene Ruderin. In der Besetzung Jessica Marie Leyden, Lola Anderson, Georgina Megan Brayshaw und Lucy Glover gewann der britische Doppelvierer den Titel vor den Booten aus den Niederlanden und aus der Ukraine. Einen Monat später bei den Weltmeisterschaften in Račice u Štětí siegten die Chinesinnen vor den Niederländerinnen und den Britinnen.
Die 1,69 Meter große Lucy Glover begann mit dem Rudersport an der Lymn High School und beim Warrington Rowing Club. Sie studierte Psychologie an der University of Edinburgh.